# Destriana
Destriana est une commune d'Espagne dans la province de León, communauté autonome de Castille-et-León. Elle s'étend sur 56,22 km2 et comptait environ 424 habitants en 2024.

## Localisation et climat
Destriana est située à environ 55 km au sud-ouest de León  à une altitude d'environ 875 m , sur le fleuve Duerna. Le climat est tempéré à chaud ; les pluies (environ 551 mm/an) tombent principalement pendant les mois d'hiver.

## Évvolution démographique
| Année      | 1970 | 1981 | 1991 | 2001 | 2011 | 2021 | 2024 |
| Population | 1729 | 1251 | 1142 | 790  | 593  | 446  | 424. |

## Économie
L'agriculture, qui était à l'origine gérée dans un souci d'autosuffisance  a été l'activité principale de la communauté sur le plan économique . Dans les champs on cultivait du blé, de l'orge, du vin, etc. ; les jardins familiaux fournissaient des légumes et des pommes de terre.

## Site touristique

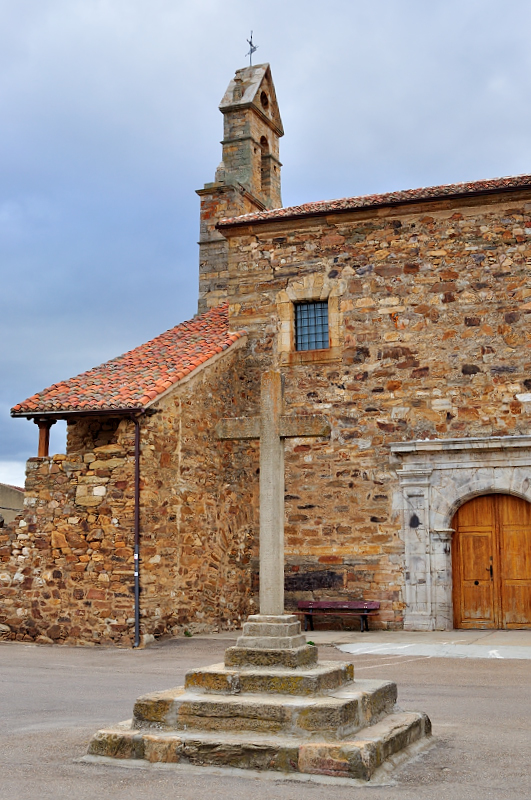
Église Robledo de Valduerna